# Машиніст (фільм)
Машиніст (ісп. El Maquinista) — іспанський англомовний психологічний трилер 2004 року режисера Бреда Андерсона, прем'єра якого відбулася 09 лютого 2004 року.

## Сюжет
Тревор Резник (Крістіан Бейл) не спить вже цілий рік. Перетворившись на подобу живого скелета, він балансує на межі тривкого забуття та реальності. Він втомився від навали моторошних марень, від дивних подій навколо себе у своєму буденному житті, тим більше, що віднедавна вони почали накручуватись у приголомшливий і незбагненний клубок.
Тепер, щоб не збожеволіти, Тревор має з'ясувати, що з ним відбувається і ким він є насправді? Розпочавши ризикований пошук в лабіринті страшних подій і напівздогадок, герой і гадки не має про, що йому належить дізнатися.

## У ролях
| Актор                | Роль          |
| -------------------- | ------------- |
| Крістіан Бейл        | Тревор Рєзнік |
| Дженніфер Джейсон Лі | Стіві         |
| Джон Шеріан          | Айвон         |
| Айтана Санчес-Хіхон  | Марія         |
| Майкл Айронсайд      | Міллєр        |
| Ганна Мессі          | місіс Шрайк   |
| Ларрі Джилліард мл.  | Джексон       |
| Рег Є. Кеті          | Джонс         |
| Джеймс ДеПоль        | Рейнольдс     |

## Цікаві факти
- Крістіан Бейл заради ролі Тревора Рєзніка схуднув на 29 кілограмів[2].
- Головний герой, Тревор Рєзнік, названий на честь Трента Резнора, лідера гурту Nine Inch Nails, шанувальником котрого є сценарист фільму[3].

## Відзнаки та нагороди
- У 2004 році фільм переміг на Каталонському міжнародному кінофестивалі (Іспанія) у номінаціях: «Найкраща чоловіча роль» (Крістіан Бейл), «Найкращий фільм» (Бред Андерсон) та «Найкращий оператор» (Ксав'є Хіменес)[4];
- У 2004 році фільм посів перше місце на Міжнародному кінофестивалі фантастичних фільмів у Невшателі (Швейцарія) у номінаціях: «Найкращий фільм» та «Найкращий європейський фантастичний фільм»[5];
- У 2005 році фільм отримав нагороди на кінофестивалі у Барселоні (Іспанія) у номінаціях: «Найкращий оператор» (Ксав'є Хіменес), «Найкраща жіноча роль» (Айтана Санчес-Хіхон), «Найкращий монтаж» (Луїс Де Ла Мадрид)[1].